# CCR5
CCR5 oder C-C-Motiv-Chemokin-Rezeptor 5 ist – neben CD195 und weiteren Synonymen – die Bezeichnung für ein Rezeptorprotein aus der Familie der Chemokinrezeptoren, das vom Gen CCR5 codiert wird, welches beim Menschen auf Chromosom 3 (Genlocus 3p21.31) liegt, und in Zellen des Immunsystems wie T-Zellen und Makrophagen exprimiert wird.
Eine besondere Bedeutung hat CCR5 dadurch, dass ein HI-Virus 1 diesen als Corezeptor gebraucht (nach Bindung an CD4), um sich an eine Zelle so anzuheften, dass sie infiziert werden kann.

## Rezeptor
Der Chemokinrezeptor CCR5 ist als Transmembranprotein auf der Oberfläche verschiedener Leukozyten zu finden, beispielsweise bei Makrophagen, CD4+-Zellen, CD8+-Zellen und NKT-Zellen. CCR5 wird durch unterschiedliche Liganden wie CCL3 (MIP-1α), CCL4 (MIP-1β), CCL5 (RANTES) und CCL8 (MCP-2) aktiviert, ermöglicht eine chemotaktische Zellbewegung und ist damit in Entzündungsreaktionen involviert.

### Pathologische Bedeutung

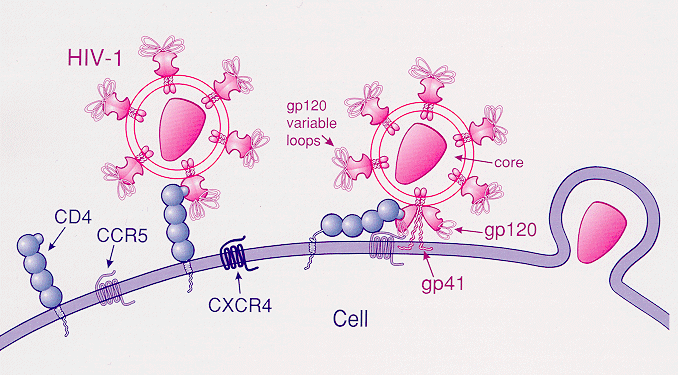
Anheftung von HIV an eine CD4+ T-Helferzelle: Das virale gp120 Protein bindet zunächst an CD4, erreicht aber erst über die Bindung der variablen Schleife von gp120 an einen Corezeptor – CCR5 oder auch CXCR4 – die Zellmembran derart, dass via gp41 ein Eindringen möglich wird.

Der Rezeptor CCR5 stellt einen Co-Rezeptor für die HIV-Infektion dar und macht das Andocken von HI-Viren an Makrophagen wie auch verschiedene T-Lymphozyten möglich, das Eindringen in die Zellen und somit deren Infektion. Daher ist die Entwicklung von Arzneistoffen, welche die Anbindung von HIV an CCR5 hemmen, von großem Interesse und führte beispielsweise zum ersten zugelassenen Entry-Inhibitor Maraviroc.
Darüber hinaus wird CCR5 eine Beteiligung an Autoimmunerkrankungen wie multipler Sklerose, rheumatoider Arthritis und Diabetes mellitus vom Typ I zugeschrieben.

## Genmutation

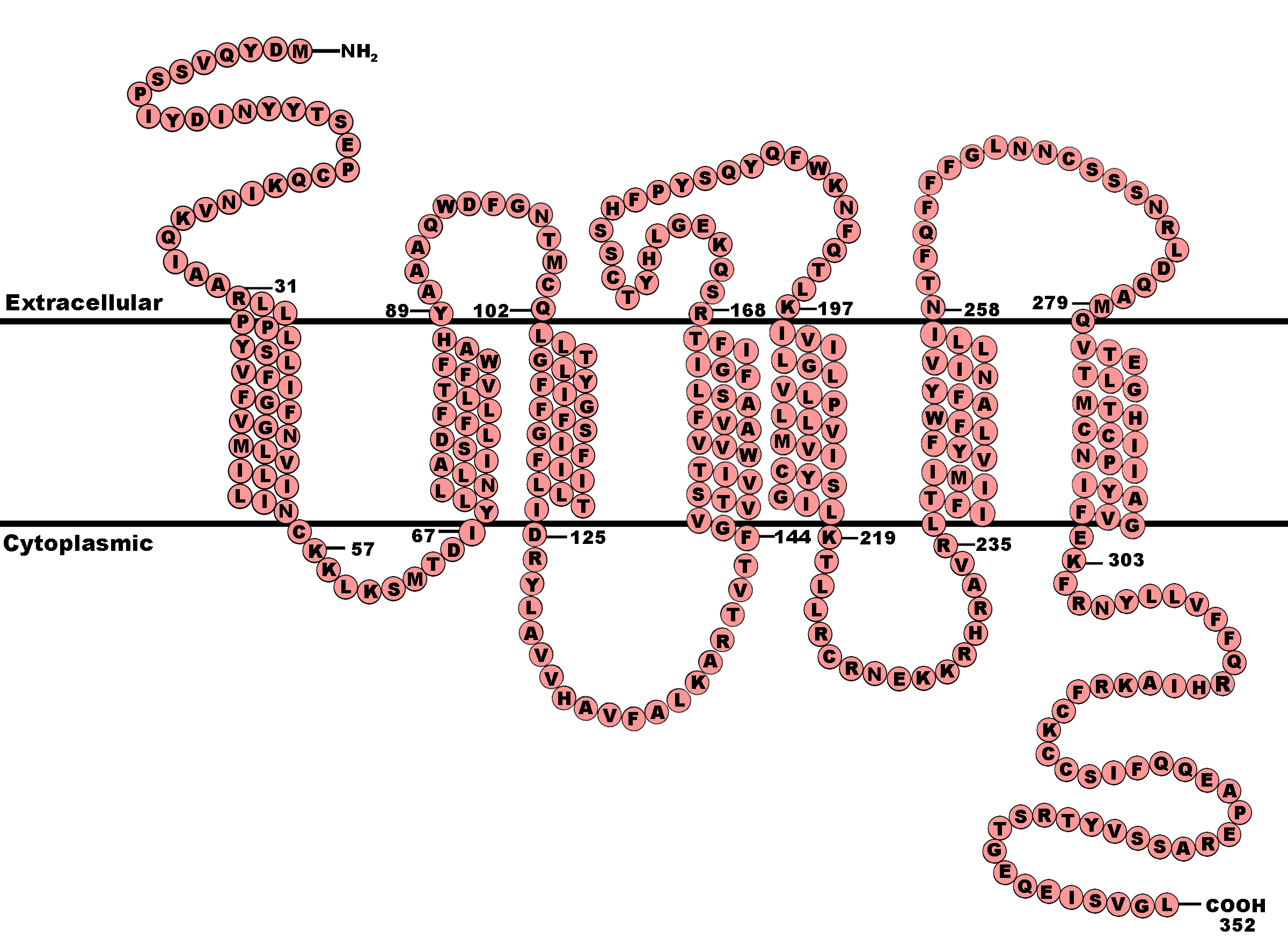
Transmembran-Domänen in der Aminosäuresequenz von CCR5
(C-Terminus rechts unten im Bild)

Eine Mutation des Gens CCR5 mit der Bezeichnung CCR5Δ32 (CCR5-Delta32), bei der ein 32-Basenpaar-Segment deletiert ist, führt zu einem Frameshift mit einem vorzeitigen Stopcodon. Das daraus resultierende verkürzte Protein – dem die drei C-terminalen Transmembrandomänen fehlen – bleibt im Zytoplasma und erscheint nicht an der Zelloberfläche.
Bei einem homozygoten Träger der Genmutation hat dies eine Resistenz gegenüber den meisten HIV-Stämmen zur Folge. Ein solcher homozygoter Genotyp wäre im Hardy-Weinberg-Gleichgewicht bei etwa 1 % der heutigen Europäer zu erwarten, da die Allelfrequenz rund 10 % beträgt. Als Grund des häufigen Auftretens dieser Mutation wurde zunächst ein Selektionsdruck durch Seuchen in Nordeuropa vor etwa 700 Jahren angenommen. Jedoch legen neuere Untersuchungen ein wesentlich höheres Alter für das Auftreten der Mutation und ihre Verbreitung durch Selektionseffekte nahe. Eine Aussage über den Selektionsfaktor wird damit nahezu unmöglich.
Die weltweit erste dokumentierte Heilung einer HIV-Infektion gelang durch die Knochenmarktransplantation von einem homozygoten CCR5Δ32-Spender bei einem HIV-Infizierten. Der später als „The Berlin Patient“ bekannt gewordene HIV-positive Mann benötigte aufgrund einer AML eine Knochenmarktransplantation. Nach der Transplantation des homozygoten CCR5Δ32-Knochenmarkes ließ sich nach einiger Latenz kein Virus mehr im Körper des Patienten nachweisen und er war seither nicht mehr auf eine HAART angewiesen.
Darüber hinaus wird in einer im Januar 2006 im Journal of Experimental Medicine veröffentlichten Studie die Vermutung aufgestellt, dass die Anfälligkeit für das West-Nil-Virus durch dieselbe Mutation massiv begünstigt wird. Die Vermutung wurde zwei Jahre später durch eine Metaanalyse der Daten des Westnil-Ausbruchs in den USA erhärtet.

## Genmanipulation
Der chinesische Wissenschaftler He Jiankui hat nach eigenen Angaben den CCR5-Rezeptor bei mehreren menschlichen Embryonen deaktiviert, um so die dann geborenen Kinder immun gegen HIV zu machen.